# Inventaire du patrimoine kanak dispersé
L’Inventaire du patrimoine kanak dispersé (IPKD) est un programme de recensement du patrimoine kanak dans les musées hors de Nouvelle-Calédonie.

## Histoire
La première version est initiée par Jean-Marie Tjibaou en 1979, qui demande à Roger Boulay, ethnologue de formation, d’établir une liste des sculpteurs kanaks. Dans l’esprit de Tjibaou, le patrimoine dispersé était lié au concept d’« objets-ambassadeurs », représentants de la culture kanak à l’étranger, et permettant d’en évoquer les aspects immatériels : relations, traditions, coutumes. Auparavant, la Société des océanistes, basée à Paris et nouvellement créée en 1945, avait lancé l’idée d’un recensement des collections en métropole, mais sans impliquer les néo-calédoniens. 
Au début des années 1980, le sort du patrimoine dispersé des kanaks les amène à faire entendre leurs interrogations autour des lieux et conditions de conservations de ces objets, ainsi que des explications associées.
En 1990 se tient l’exposition De Jade et de nacre, présentée à Nouméa au début de l’année, puis à Paris, au Musée national des Arts d’Afrique et d’Océanie (MAAO) de la Porte dorée, à la fin de l’année ; les deux commissaires en sont Boulay et Kasarhérou. Lors de cette exposition, des objets conservés en Europe reviennent en Nouvelle-Calédonie temporairement ; d’autres, en provenance du musée d’Aquitaine (à Bordeaux), du musée de l’Homme, ou encore du musée des Beaux-Arts d’Angoulême, sont laissés en prêt au musée de Nouméa à la fin de l’événement.
À ce moment, les collections océaniennes en France se trouvent dans des états disparates : dans certains musées, comme à Angoulème, Bordeaux, Grenoble ou Paris, elles sont exposées depuis peu avec une muséologie récente ; ailleurs, comme à Lille, Boulogne-sur-Mer ou Le Havre, elles sont remisées ou abandonnées dans des réserves parfois non adaptées ; les inventaires en sont très rares.
L’accord de Nouméa, signé en 1998, prévoit notamment le recensement et la mise en valeur des artéfacts kanak en métropole
L’inventaire est principalement mené par Emmanuel Kasarhérou (chargé de mission au musée du quai Branly) et Roger Boulay (rattaché à la direction des musées de France, officiellement sur la mission à partir de 2004).
Le programme est officiellement rattaché à la maison de Nouvelle-Calédonie à Paris au début des années 2010 ; l’essentiel du recensement est effectué entre 2011 et 2015,. Les archives s’y rapportant sont conservées au musée de Nouvelle-Calédonie.
En 2013 et 2014, l’exposition Kanak, l’Art est une parole en 2013-2014 se tient à Paris, puis à Nouméa.
Ce travail a facilité des travaux de recherche ultérieurs, par exemple sur les fougères entourant les casse-têtes kanak ; Boulay a également publié plusieurs ouvrages, dont Casse-tête et massues kanak, qui agrège des données de l’IPKD avec des textes ou récits plus anciens.
En 2020-2021, l’exposition Carnets kanak, au musée du quai Branly, retrace les travaux d’inventaire en présentant des croquis et les œuvres associées.

## Répartition
On trouve des collections océaniennes dans une centaine de musées en France (117 d’après le recensement de Boulay, 116 d’après sa retranscription sur la Base Joconde). 
L’IPKD couvrait en 2015 15 000 objets présents dans les 70 musées visités à cette date, dont 4 000 ont fait l’objet de descriptions plus détaillées. L’inventaire permet d’estimer que les objets répertoriés constituent 85 % du patrimoine kanak conservé dans des musées.
Le muséum de Rouen compte ainsi 358 objets, dont certains rapportés par Jean-Baptiste Cécille, notamment des éléments de pirogue. Au musée de Carnac, inventorié notamment en 2015, se trouvent des robes en poils de chauve-souris,.

## Galerie

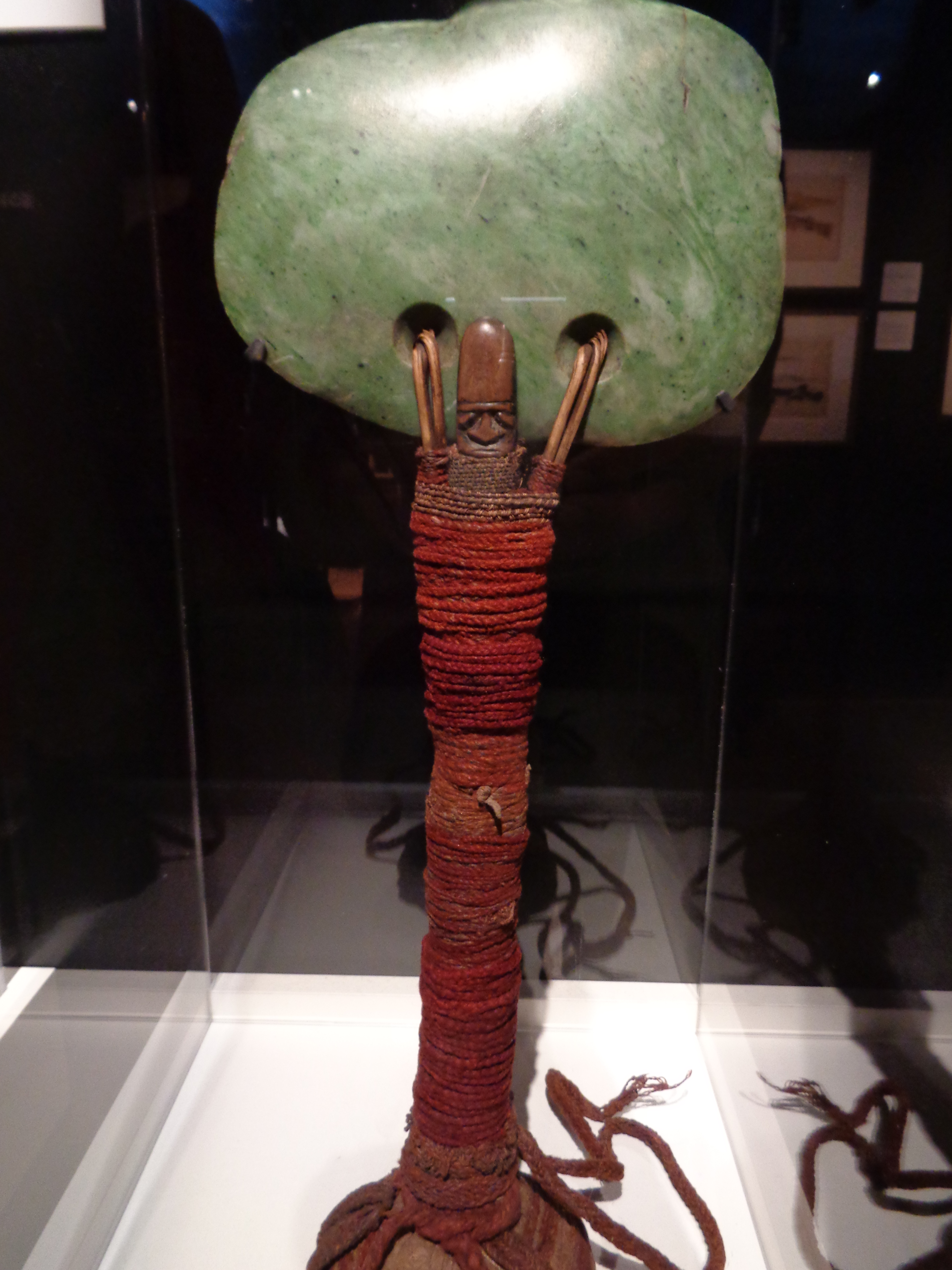
Artéfact conservé au musée du Havre, exposé en 1990.
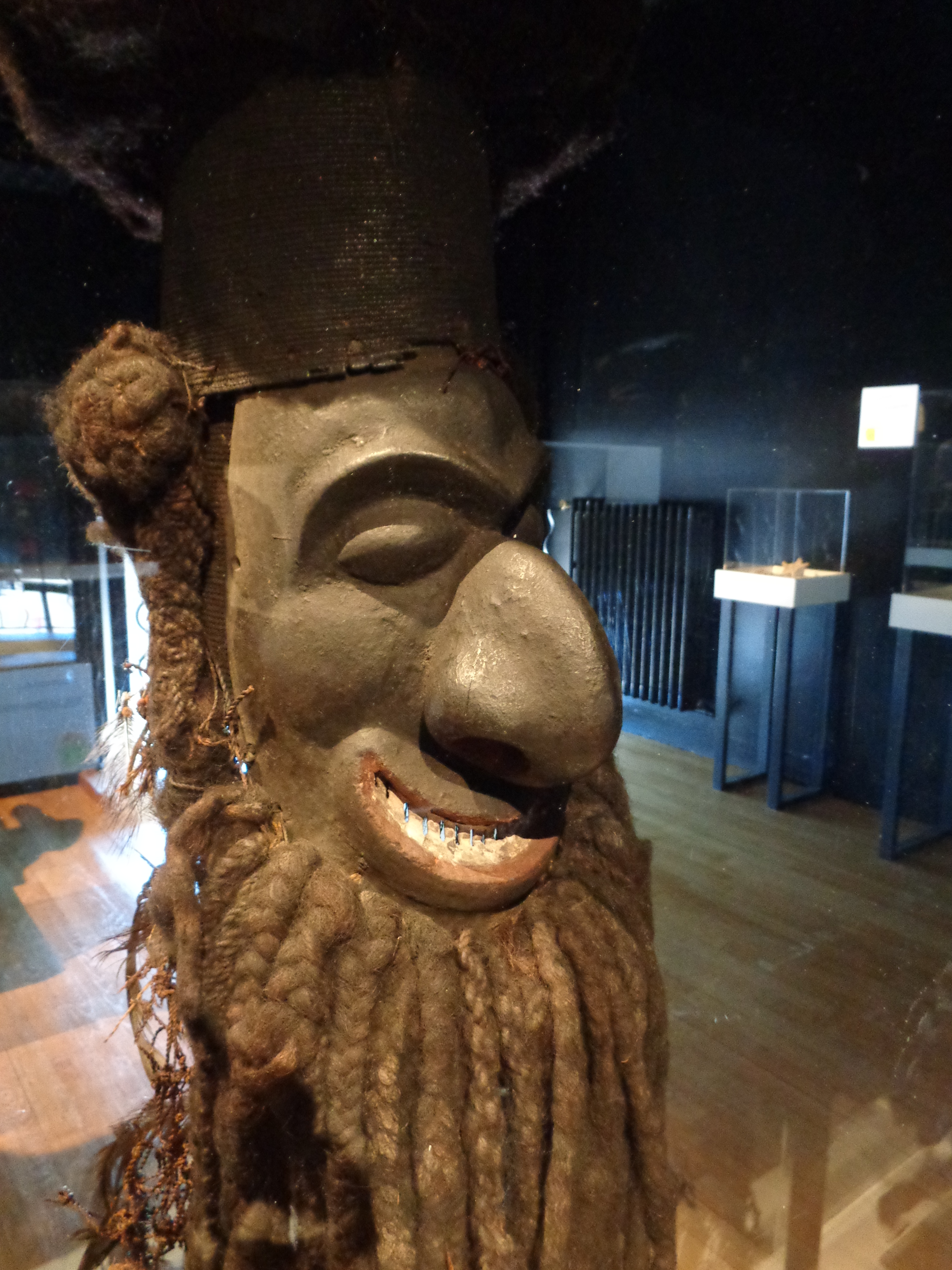
Masque conservé au musée du Havre, exposé en 1990.

## Ouvrages
- 1982 : Roger Boulay, Jean Guiart et Jacques Iékawé, Les objets kanak dans les musées européens., Nouméa, Pacific 2000, 1982, 1re éd.
- 1984 : Roger Boulay, Sculptures kanak, Nouméa, Office culturel scientifique et technique canaque, 1984
- 1990 : Roger Boulay, De Jade et de Nacre — Patrimoine Artistique Kanak (catalogue), Réunion des musées nationaux, 1990.
- 2013 : Emmanuel Kasarhérou et Roger Boulay, Kanak : l'art est une parole, Actes Sud, 2013, 338 p. (ISBN 2-330-01853-3, OCLC 878603140).
- 2015 : Roger Boulay, Casse-tête et massues kanak (ISBN 978-2-35992-028-4 et 2-35992-028-6, OCLC 913197791, lire en ligne)
- 2020 : Roger Boulay et Emmanuel Kasarhérou, Carnets kanak, Paris, Musée Quai Branly, 28 octobre 2020, 112 p. (ISBN 978-2357441378)